# Trèo cây Ấn Độ
Trèo cây Ấn Độ, tên khoa học Sitta castanea, là một loài chim trong họ Sittidae. Chúng được tìm thấy ở Ấn Độ.